# Inermoleiopus
Inermoleiopus es un género de escarabajos longicornios de la tribu Acanthocinini.

## Especies
- Inermoleiopus delkeskampi Breuning, 1958
- Inermoleiopus flavosignatus Breuning, 1972
- Inermoleiopus fuscosignatus Breuning, 1977
- Inermoleiopus girardi Breuning, 1978
- Inermoleiopus roseofasciatus Breuning, 1973